# Asztawakragita
Asztawakragita (ang. Ashtavakra Gita, dewanagari अष्टावक्रगीता, Pieśń Asztawakry) – napisany w sanskrycie poemat filozoficzny adwaitawedanty nieznanego autora.
Podzielona jest na dwadzieścia jeden pieśni. Zawiera nauki Rysziego Asztawakry udzielone w rozmowie z królem Dźanaką. Dotyczą one prawdziwego poznania rzeczywistości, stanu bez pragnień i jako ich owocu, wyzwolenia.
Ta gita zajmuje znaczące miejsce w nauczaniu: Ramakryszny; Wiwekanandy; Raviego Shankary.